# بوركهارد شرودر
بوركهارد شرودر (بالألمانية: Burkhard Schröder)‏ هو صحفي ألماني، ولد في 10 أغسطس 1952 في Holzwickede ‏ في ألمانيا.

## وصلات خارجية
- بوركهارد شرودر على موقع IMDb (الإنجليزية)